# لی تونگ فو
لی تونگ فو (انگلیسی: Lee Tung Foo; ۲۳ آوریل ۱۸۷۵ – ۱ مهٔ ۱۹۶۶) بازیگر اهل ایالات متحده آمریکا بود.